# Петнадесети конгрес на Македонската патриотична организация
Петнадесетият конгрес на Македонските политически организации (МПО) се провежда от 6 септември 1936 година в Торонто, Онтарио, Канада. Участниците дефилират по най-оживените улици на града и са приветствани от кмета. Гръцкият и югославският консул в Торонто правят опит да забранят манифестацията, но неуспешно. Това става повод местните вестници да обърнат сериозно внимание на македонските българи и тяхната кауза. На конгреса преподавателят по политически науки в Торонтския университет проф. Фред Канбой изнася лекция на тема „Македония и мирът в Европа“. Делегатите преизбират Централния комитет в състав Пандил Шанев (председател), Цвятко Анастасов и Коста Попов (подпредседатели) и Петър Ацев (секретар). Получени са поздравления от Илинденската организация, Пловдивската македонска младежка организация „Тодор Александров“ и други. На заседанията присъстват освен кмета на Торонто, и представителят на ръководството на провинция Онтарио и депутати от управляващата и от опозиционните партии. По традиция МПО „Правда“ като домакин на конгреса получава Съюзното знаме на МПО за конгреса.